# Synallaxis albescens
El pijuí pechiblanco (Synallaxis albescens), es una especie de ave paseriforme de la familia Furnariidae perteneciente al numeroso género Synallaxis. Es nativa de Centro y Sudamérica, desde Costa Rica hasta Uruguay y Argentina, y en la isla Trinidad.

## Nombres comunes
Se le denomina también pijuí cola parda (en Argentina y Paraguay), pijuí blancuzco (en Uruguay), arquitecto güitío (en Costa Rica), güitío gargantiblanco (en Venezuela), chamicero o rastrojero pálido (en Colombia), cola-espina de pecho blanco (en Perú) o colaespina pechiblanca (en Panamá).

## Distribución y hábitat
Se distribuye ampliamente desde el suroeste de Costa Rica, por Panamá, Colombia, hacia el este por Venezuela, Trinidad y Tobago, Guyana, Surinam, Guayana francesa, hacia el sur por gran parte de Brasil (está ausente de gran parte de la Amazonia, excepto hacia el oeste a lo largo del río Amazonas hasta el extremo noreste de Perú y sureste de Colombia), Bolivia, Paraguay, hasta el centro de Argentina y oeste de Uruguay.
Esta especie es ampliamente diseminada y generalmente común en una variedad de hábitats herbáceos y arbustivos: sabanas con árboles esparcidos, rastrojos y pastizales altos, localmente también en matorrales áridos, pantanos y en islas ribereñas, principalmente por debajo de los 1500 metros de altitud.

## Descripción
Mide entre 13 y 16 cm de longitud y pesa entre 9 y 17 gramos. Es un pájaro esbelto con una cola que llega a tener 9,3 cm de longitud. El plumaje de sus partes superiores es principalmente de color marrón claro, con las alas y cola más oscuras. Tienen el píleo de color castaño rojizo al igual que la nuca y las coberteras alares. La frente y los lados de la cabeza son de color gris opaco. Los lores y la barbilla son blancuzcos. Presenta una mancha negruzca en la base de la garganta, más notoria cuando se infla al cantar. Sus partes inferiores son blanquecinas con los flancos parduzcos. Ambos sexos tienen apariencia similar. La subespecie josephinae tiene la parte frontal del píleo, los laterales de la cabeza y el pecho grises.

## Comportamiento
El pijuí pechiblanco, como todos de su género, es furtivo, difícil de ver, porque busca alimento entre la vegetación baja y densa, aunque puede ser localizado por sus repetitivas llamadas que suenan como güitio, a lo que debe su nombre común en algunos lugares.

### Alimentación
Su dieta consiste de insectos, entre los cuales se registran ortópteros, inclusive saltamontes (Acrididae), insectos-palo (Phasmida), coleópteros, entre otros.

### Reproducción
Construyen nidos esféricos con palitos con una entrada tubular de unos 30 cm de largo que sitúan entre los arbustos bajos. Realizan puestas que suelen constar de dos huevos de color blanquecino verdoso.

### Vocalización
Su canto, característico y a veces repetido incansablemente, es un nasal y áspero «uí-biú!», lo que origina su nombre onomatopéyico en Brasil.

## Sistemática

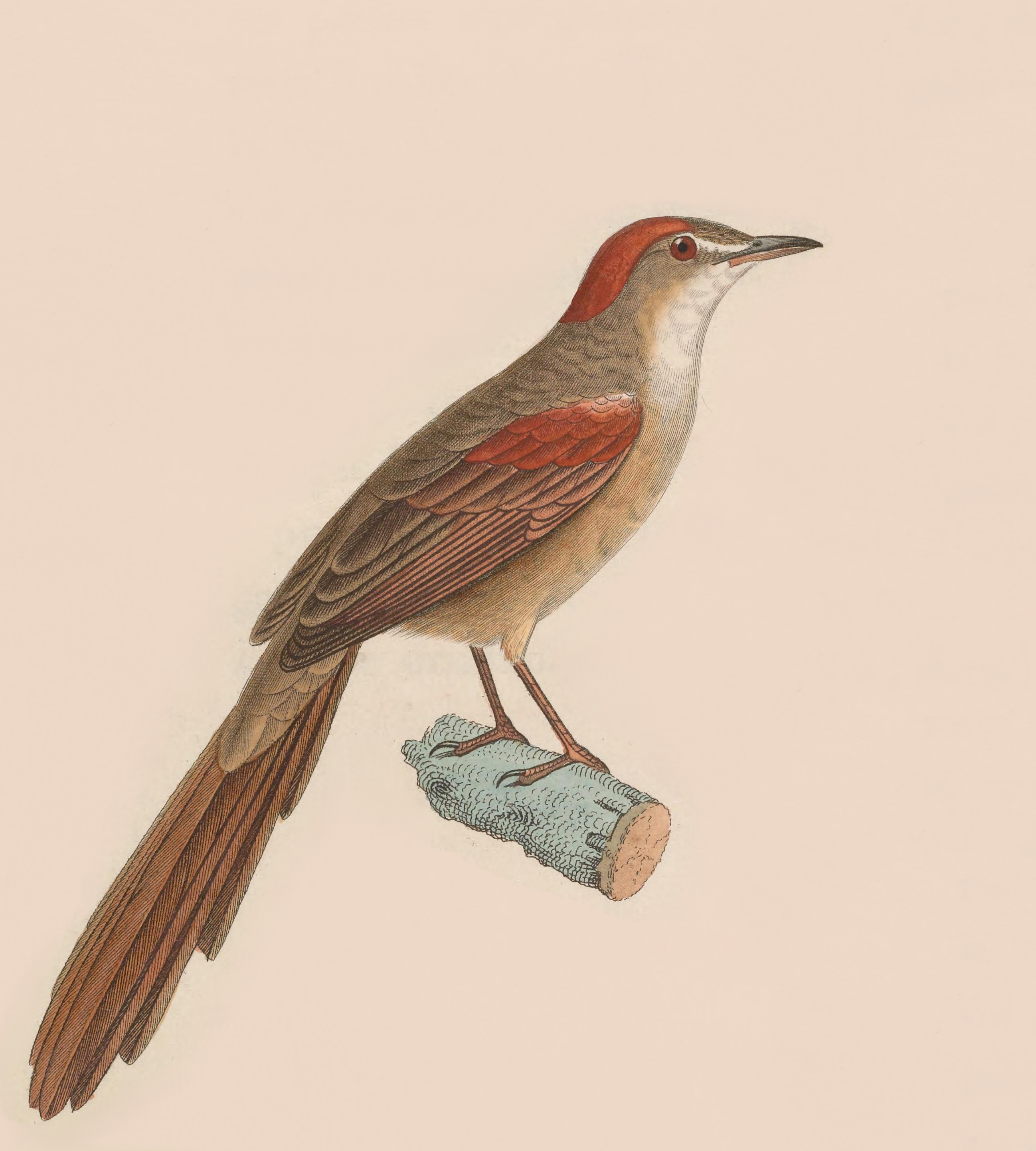
Synallaxis albescens, ilustración de Huet le Jeune y Prêtre en Temminck Nouveau recueil de planches coloriées d'oiseaux, 1838.

### Descripción original
La especie S. albescens fue descrita por primera vez por el naturalista neerlandés Coenraad Jacob Temminck en 1823 bajo el mismo nombre científico; su localidad tipo es: «Cementerio de Lambari, cerca de Sorocaba, São Paulo, Brasil».

### Etimología
El nombre genérico femenino «Synallaxis» puede derivar del griego «συναλλαξις sunallaxis, συναλλαξεως sunallaxeōs»: intercambio; tal vez porque el creador del género, Vieillot, pensó que dos ejemplares de características semejantes del género podrían ser macho y hembra de la misma especie, o entonces, en alusión a las características diferentes que garantizan la separación genérica; una acepción diferente sería que deriva del nombre griego «Synalasis», una de las ninfas griegas Ionides. El nombre de la especie «albescens», proviene del latín «albescens, albescentis»: blancuzco.

### Taxonomía
Los datos genético-moleculares indican que forma un grupo con Synallaxis courseni, S. frontalis, S. azarae y S. albigularis. Tal vez sea especie hermana de la última, con quien ya fue considerada conespecífica.
El canto de la subespecie australis es distintivo, sin embargo, dentro de su zona, las aves del este de Paraguay, norte de  Bolivia (Beni) y sureste de Perú cantan como las otras subespecies, mientras que aquellas del noroeste de Uruguay, centro de Bolivia (Cochabamba) y a través de Argentina cantan diferente, lo que puede envolver un taxón no detectado previamente, a pesar de que las evidencias de especímenes parecen no reflejarlo. Las poblaciones de regiones áridas son generalmente más pálidas, aunque existe alguna variación (probablemente debido a variaciones individuales o de edad en muestreos de poca cantidad), y muchas especies son reconocidas apenas tentativamente (especialmente en el norte de Sudamérica). La subespecie nesiotis (originalmente de la isla Margarita, norte de Venezuela) que es como la nominal pero más pálida, tuvo su distribución expandida a grandes áreas del continente, pero sus característica distintivas no están claras.
La subespecie propuesta S. a. hypoleuca Ridgway, 1909 (del centro de Panamá), es sinónimo de latitabunda.
La subespecie propuesta S. a. trinitatis J.T. Zimmer, 1935 (de la isla Trinidad y norte de Venezuela) tiene sus características inciertas.
La subespecie propuesta S. a. griseonota Todd, 1948 (de la confluencia del río Tapajós con el Amazonas), que está incluida en inaequalis, podría merecer reconocimiento.

### Subespecies

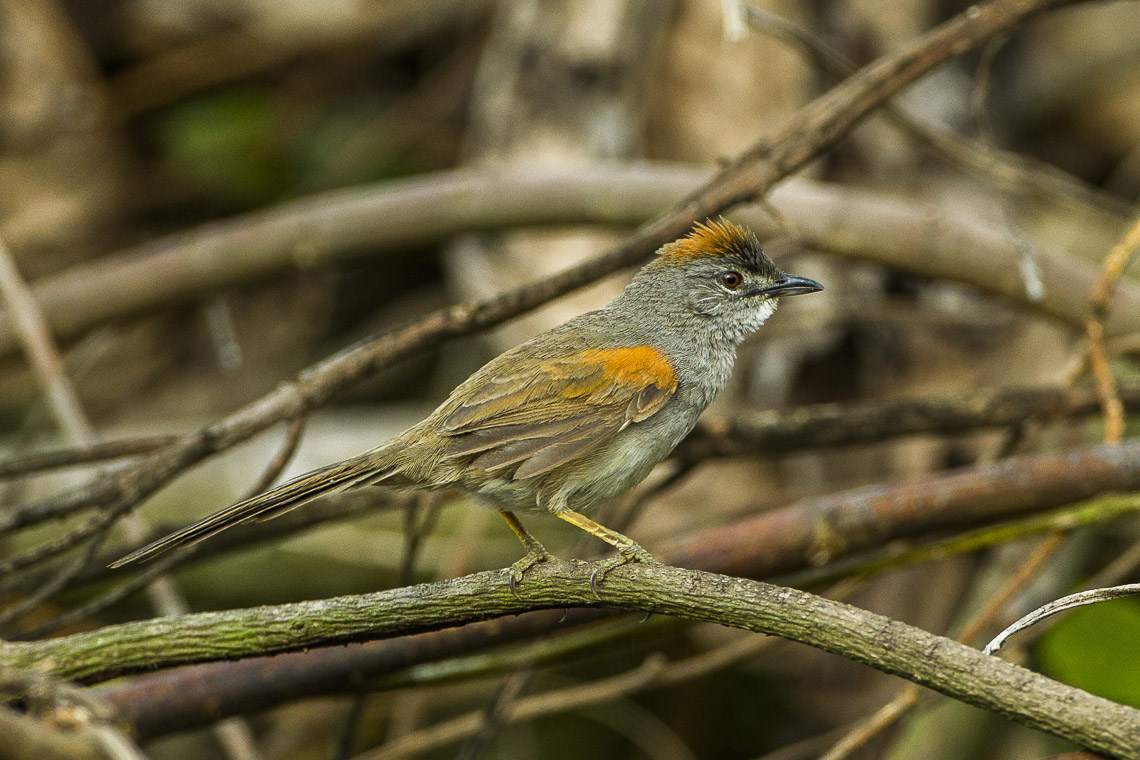
Ejemplar en Colombia.

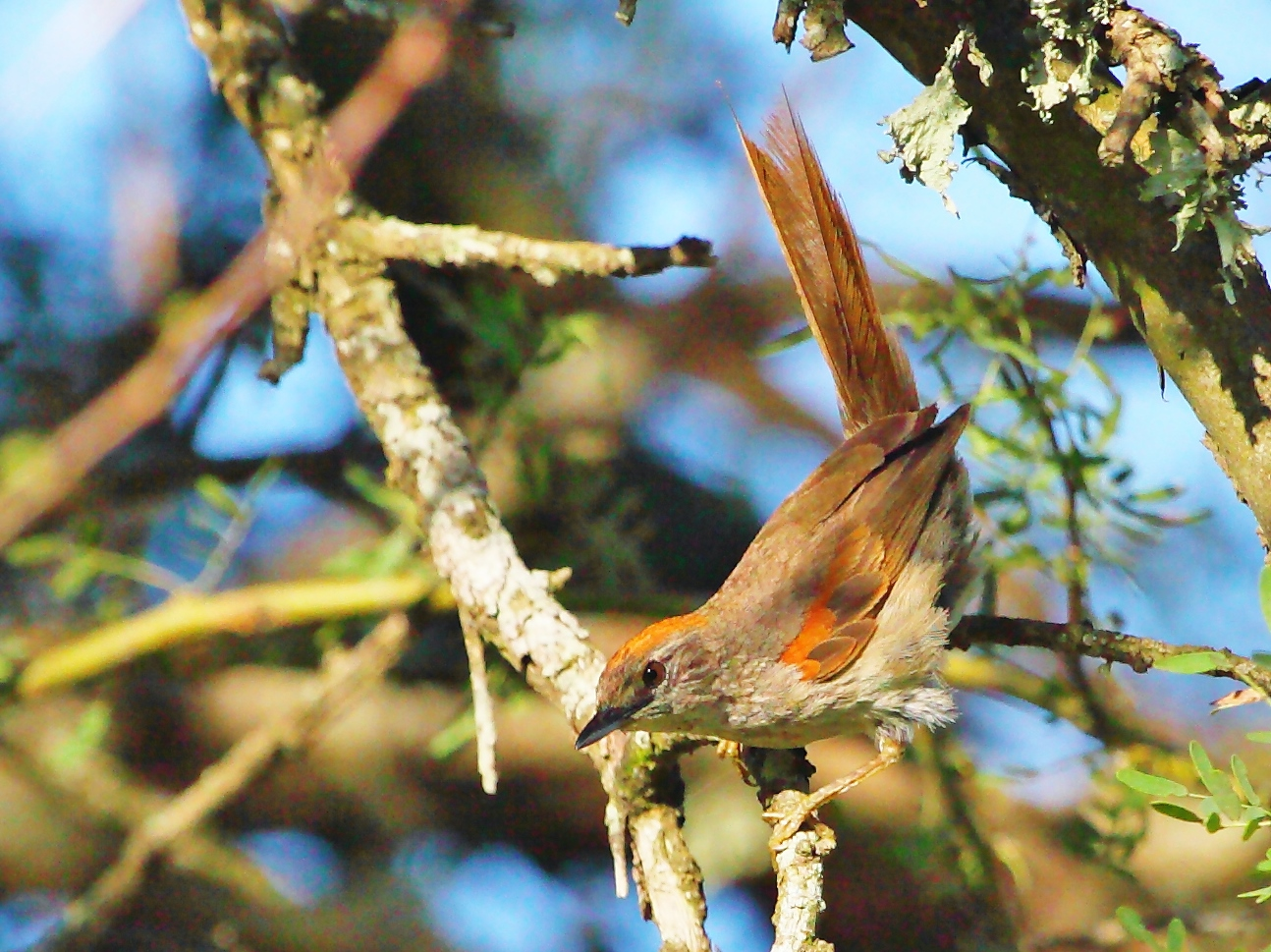
Synallaxis albescens australis, en Capivara, Santa Fe, Argentina.

Según la clasificación Aves del Mundo (HBW) se reconocen diez subespecies, con su correspondiente distribución geográfica:
- Synallaxis albescens latitabunda Bangs, 1907 – suroeste de Costa Rica, Panamá y noroeste de Colombia (Golfo de Urabá).
- Synallaxis albescens littoralis Todd, 1948 – litoral del norte de Colombia.
- Synallaxis albescens insignis J.T. Zimmer, 1935 – norte y centro de Colombia (valles del Cauca y Magdalena, y Boyacá) y oeste de Venezuela (sur de Apure).
- Synallaxis albescens perpallida Todd, 1916 – extremo norte de Colombia (Península Guajira) y noroeste de Venezuela (noroeste de Zulia hacia el este hasta Falcón, hacia el sur hasta el litoral norte del lago Maracaibo y Lara).
- Synallaxis albescens occipitalis Madarász, 1903 – noroeste de Venezuela (Serranía del Perijá, oeste de Mérida y noroeste de Táchira hacia el este a través de Falcón y Yaracuy hasta Miranda) y centro norte de Colombia (Norte de Santander, Santander), evidentemente en áreas montañosas.
- Synallaxis albescens nesiotis A.H. Clark, 1902 – norte de Colombia (región de Santa Marta) y norte de Venezuela (sur de Táchira y Apure al este hasta Sucre, Monagas, extremo norte de Amazonas y norte de Bolívar, también en las islas Margarita y Cubagua); también en la isla Trinidad, incluyendo la isla Bocas.
- Synallaxis albescens josephinae Chubb, 1919 – sur de Venezuela (centro de Amazonas, centro y sur de Bolívar, sur de Delta Amacuro), Guyana, Surinam y norte de Brasil (Roraima).
- Synallaxis albescens inaequalis J.T. Zimmer, 1935 – Guyana francesa y centro norte de Brasil (ambos lados de río Amazonas entre los ríos Madeira y Tapajós); tal vez se extienda más al oeste hasta el extremo sur de Colombia (sureste de Amazonas) y adyacencias de Perú.
- Synallaxis albescens albescens Temminck, 1823 – este y sur de Brasil (desde Maranhão y Pernambuco hacia el oeste hasta Mato Grosso, al sur hasta Paraná), este de Paraguay y noreste de Argentina (Misiones).
- Synallaxis albescens australis J.T. Zimmer, 1935 – extremo sureste de Perú (Madre de Dios), centro y este de Bolivia (Beni al sur hasta Tarija y Santa Cruz), oeste de Paraguay, noroeste y centro de Argentina (Salta y Formosa al sur hasta Mendoza, La Pampa y Buenos Aires) y Oeste de Uruguay.[7]

La clasificación del Congreso Ornitológico Internacional (IOC) lista once subespecies, incluyendo trinitatis.
La clasificación Clements Checklist/eBird v.2019 lista todas las trece subespecies aquí mencionadas.